# Campaña del Atlántico de mayo de 1794
La Campaña del Atlántico de mayo de 1794 fue una serie de operaciones llevadas a cabo por la Flota del Canal de la Marina Real Británica contra la Flota Atlántica de la Armada Francesa, con el objetivo de evitar el paso de un convoy de grano francés de importancia estratégica que viajaba de Estados Unidos a Francia. La campaña involucró incursiones comerciales por parte de fuerzas destacadas y dos enfrentamientos menores, que finalmente culminaron en la acción de la flota completa del Glorioso Primero de junio de 1794, en el que ambas flotas fueron gravemente mutiladas y Gran Bretaña y Francia reclamaron la victoria. Los franceses perdieron siete acorazados; los británicos ninguno, pero la batalla distrajo a la flota británica el tiempo suficiente para que el convoy francés llegara a salvo al puerto.
En la primavera de 1794, la República Francesa, bajo el gobierno de la Convención Nacional, estaba en guerra con todos sus vecinos. Con la hambruna inminente, el Comité Francés de Seguridad Pública miró hacia las colonias de Francia y los Estados Unidos para proporcionar una infusión de grano; éste debía ser transportado a través del Atlántico durante abril, mayo y junio, acompañado por un pequeño escuadrón de escolta y apoyado por un segundo escuadrón más grande en el Golfo de Vizcaya. Sin embargo, la agitación política había reducido gravemente la capacidad de la Armada francesa para luchar de manera coherente y la escasez de suministros había devastado su moral, debilitando significativamente la flota. Gran Bretaña, por el contrario, estaba en un alto estado de preparación con una estructura de mando bien organizada, pero sufría una grave escasez de marineros entrenados con los que tripular su gran armada. La Flota del Atlántico francesa, bajo el mando del almirante Villaret de Joyeuse, tenía la tarea de mantener ocupada a la Flota del Canal británica el tiempo suficiente para que el convoy llegara a Francia de forma segura. La Flota del Canal, comandada por Lord Howe, sabía del paso del convoy y envió escuadrones para proteger el comercio británico mientras perseguía al propio Villaret con el cuerpo principal de la Flota del Canal de la Royal Navy. Durante más de una semana, las dos flotas de batalla maniobraron una alrededor de la otra, y Villaret llevó a Howe más hacia el oeste hacia el Atlántico y lejos del convoy. Siguieron dos acciones de la flota parciales pero no concluyentes el 28 y 29 de mayo, durante las cuales Howe se apoderó del meteorólogo de Villaret, otorgándole libertad para elegir la hora y el lugar de su próximo ataque.
La acción culminante de la campaña tuvo lugar a más de 400 millas náuticas (740 km) en el Atlántico y se conoció como el Glorioso Primero de Junio. Este enfrentamiento final vio a Howe usar el medidor del tiempo para atacar a Villaret directamente mientras su oponente intentaba luchar en una línea tradicional de formación de batalla. En la batalla, la flota británica infligió una gran derrota a los franceses después de un día de lucha amargamente disputado. Obligado a Villaret a retirarse, la fuerza de Howe capturó siete acorazados franceses, uno de los cuales se hundió más tarde, e infligió 7.000 bajas al enemigo. Sin embargo, Villaret reclamó el éxito estratégico ya que sus tácticas dilatorias habían dado tiempo suficiente para que el convoy llegara a Francia de manera segura. La batalla fue la primera de una serie de derrotas sufridas por la Armada francesa durante los primeros años de la guerra, lo que generó una actitud derrotista y una falta de voluntad entre el cuerpo de oficiales franceses para enfrentarse a los británicos en el mar.

## Antecedentes
En el invierno de 1793, la guerra y el desorden interno se combinaron con el mal tiempo para dejar a Francia enfrentada al hambre tras el colapso de la cosecha. El conflicto en curso de Francia con sus vecinos excluyó las importaciones terrestres; la única nación dispuesta y capaz de vender cereales a la Convención Nacional era Estados Unidos. Importar alimentos de las Américas era una empresa muy arriesgada, ya que la Royal Navy británica, en guerra con Francia desde principios de 1793, patrullaba gran parte del paso del Atlántico. Para brindar una protección efectiva a los buques involucrados, se acordó un plan entre Francia y Estados Unidos para recolectar los suministros durante un período de meses y transportarlos en un solo convoy. Se organizó un punto de encuentro en Hampton Roads en la bahía de Chesapeake.
Un escuadrón comandado por el almirante Pierre Vanstabel fue enviado a Hampton Roads para proporcionar escolta. Vanstabel llevaría el convoy al golfo de Vizcaya, donde un segundo escuadrón al mando de Joseph-Marie Nielly lo reforzaría durante el resto del viaje. Juntos, estos oficiales reunieron seis barcos de línea y numerosas embarcaciones más pequeñas. La principal flota de batalla francesa de 25 barcos al mando del almirante Villaret de Joyeuse cruzaría el Golfo de Vizcaya para desafiar a la Flota Británica del Canal si intentaba interceptar los suministros. Se esperaba que el paso del convoy demorara aproximadamente dos meses, e incluía 117 barcos mercantes que transportaban suficiente comida para alimentar a Francia durante un año.
Lord Howe, almirante de la Flota Británica del Canal, conocía la naturaleza y el destino del convoy mucho antes de que abandonara Chesapeake, e hizo preparativos para bloquear su paso. Enviando varios escuadrones pequeños para proteger el comercio británico cruzando el Golfo de Vizcaya, Howe detalló al almirante George Montagu con seis acorazados para buscar el convoy en el sur de la Bahía mientras Howe tomó el cuerpo principal de la flota, 26 barcos de línea, para patrulla cerca de Brest.

## Mayo de 1794
Abril de 1794 fue un mes de actividad febril a ambos lados del Canal de la Mancha cuando Villaret y Howe hicieron sus preparativos finales para la próxima campaña. El lento convoy francés había partido de aguas estadounidenses el 2 de abril, y los convoyes británicos con destino al Imperio habían zarpado de Portsmouth el 2 de mayo. Howe usó toda su fuerza para proporcionarles protección hasta los accesos occidentales, y el 5 de mayo envió las fragatas HMS Latona y HMS Phaeton cerca de Brest para determinar el estado de los franceses; informaron que la flota de batalla de Villaret todavía estaba en el puerto. .

### Incursión comercial
En el Atlántico, los escuadrones separados de Nielly (francés) y Montagu (británico) realizaban incursiones comerciales contra los buques mercantes enemigos, pero hasta ahora no habían podido encontrar el convoy principal de alimentos. Nielly se encontró con un convoy británico de Terranova y se llevó diez barcos como premio, incluida la escolta del convoy, la fragata HMS Castor de 32 cañones. Thomas Troubridge, capitán del Castor, pasaría toda la campaña a bordo del buque insignia Sans Pareil de Nielly. Montagu también tuvo cierto éxito el 15 de mayo, recapturando los buques mercantes que Nielly había tomado, junto con la corbeta francesa Marie-Guiton e información precisa sobre la dirección y el tamaño del convoy francés que Montagu pasó inmediatamente a Howe. Reanudando su patrulla en el Atlántico Medio, Nielly encontró el convoy de América unos días después y transfirió dos de sus barcos a la escolta de Vanstabel para aumentar las defensas del convoy. Luego regresó al Atlántico oriental para buscar signos de actividad británica que pudieran representar una amenaza para su paso. También envió fragatas a Villaret con información sobre la ubicación y velocidad del convoy.
Mientras Nielly y Montagu buscaban en el mar, Howe llevó su flota en una serie de cruceros de ida y vuelta a través del Golfo de Vizcaya con la esperanza de atrapar el convoy. Entre el 5 y el 18 de mayo no encontró nada y regresó a Brest, donde sus fragatas de exploración informaron que la flota de batalla francesa se había ido. Aprovechando la densa niebla, Villaret había zarpado el día anterior, sus barcos pasaban al alcance del oído de la flota británica. El almirante francés estaba tras la pista del escuadrón de Nielly; su intención era encontrarse con Nielly y el convoy y combinar fuerzas; con números superiores, entonces podría escoltar el convoy a Francia con seguridad. Habiendo eludido a Howe y aún a algunos días de su cita prevista, Villaret obtuvo un éxito inesperado cuando se topó con un convoy holandés de 53 barcos. Sus escoltas, Alliance y Waakzaamheid, huyeron al ver la flota francesa que se acercaba, y Villaret quedó libre para atacar el convoy, capturando 20 mercantes.

### La búsqueda de Howe
Howe se dio cuenta de que la dirección de la partida de Villaret lo llevaría directamente al otro lado de la ruta planificada del almirante Montagu y que, si Montagu se encontraba con Villaret, el escuadrón británico sería destruido. Con todas las velas en su persecución, Howe siguió a Villaret hacia el Atlántico el 20 de mayo. Al día siguiente, los barcos de Howe recuperaron a diez de los mercantes holandeses perdidos, pero se vio obligado a quemarlos, ya que tripularlos con marineros británicos debilitaría su propia flota, que ya era escasa. Los prisioneros de estos barcos le dieron a Howe la información de que la flota francesa estaba a poca distancia por delante, pero que se le había unido un barco adicional del escuadrón de Nielly, así como varias fragatas. A estas alturas, satisfecho de que Montagu estaba a salvo en el suroeste, Howe siguió adelante con la esperanza de llevar a Villaret a la batalla dentro de una semana. Sin embargo, el 23 de mayo, la flota británica fue impulsada hacia el sur por fuertes vientos y tuvo que avanzar lentamente hacia el norte para encontrar de nuevo la pista francesa. Sin embargo, el desvío le permitió recuperar y destruir cuatro premios holandeses más de Villaret.
En la mañana del 25 de mayo, la persecución de Howe finalmente dio sus frutos, cuando sus fragatas de exploración divisaron un barco francés solitario de línea a las 04:00. Este barco avistó la fuerza de Howe al mismo tiempo e inmediatamente partió en dirección a la flota francesa. El acorazado que huía dejó atrás un barco mercante estadounidense que había estado remolcando, que cuando fue tomado informó que el barco francés era Audacieux, del escuadrón de Nielly. Persiguiendo a Audacieux después de quemar el premio estadounidense, la flota británica también invadió y quemó dos corbetas francesas, la Républicaine de 20 cañones y la Inconnue de 16 cañones. Continuando con su persecución durante los siguientes tres días, el 28 de mayo, los vigías de Howe divisaron a los franceses en el horizonte oriental ligeramente hacia el sur, lo que indica que los franceses tenían el meteorólogo. [Nota A]

## 28 de mayo
Con su enemigo visible desde la cubierta de su buque insignia a las 06:30, Howe llamó a sus fragatas y ordenó a su flota que avanzara a toda vela con la esperanza de enfrentarse a la retaguardia de la dispersa línea francesa. A las 10:35, la persecución continua de Howe estaba haciendo que su propia línea de batalla fuera desigual, pero siguió adelante con la creencia de que Villaret tenía la intención de usar el meteorómetro para dejarlo atrás y escapar. Para contrarrestar esto, Howe ordenó a sus barcos más rápidos que formaran un escuadrón volador al mando del almirante Thomas Pasley. Este escuadrón fue significativamente más rápido que la mayoría de los buques de cualquiera de las flotas y se acercó rápidamente a la retaguardia francesa. Los primeros disparos del enfrentamiento fueron realizados a las 14:30 por el HMS Russell, comandado por John Willett Payne, que dirigió algunos disparos de larga distancia contra los barcos franceses de retaguardia en la virada opuesta. El fuego fue devuelto por los franceses pero sin efectos significativos. En un intento por mantener a raya al escuadrón de Pasley, a las 17:00, el Révolutionnaire francés de 110 cañones de primer nivel intercambió lugares con el tercero más pequeño en la parte trasera de la línea y se enfrentó a la furgoneta británica que lo perseguía. Esta maniobra fue aparentemente realizada por iniciativa del Capitán Vandangel del Révolutionnaire sin órdenes del Almirante Villaret o su observador político Jean Bon Saint-André.
A través de un rumbo agudo y hábil, el HMS Bellerophon, uno de los barcos más lentos de la furgoneta británica, consiguió poner al Révolutionnaire en acción constante a las 18:00. Los barcos intercambiaron fuego durante veinte minutos, el Bellerophon más débil sufrió graves daños en su aparejo y retrocedió para ser reemplazado por el HMS Marlborough al mando del capitán George Cranfield Berkeley. A Marlborough se unieron el HMS Russell y el HMS Thunderer, y entre ellos dispararon gran parte del aparejo del Révolutionnaire, de modo que a las 19:30 estaba inmanejable. El HMS Leviathan también se unió a la acción, disparando a una nave no identificada por delante de Révolutionnaire. Preocupado por el hecho de que el escuadrón de Pasley quedara aislado del cuerpo principal de su flota, Howe los llamó a la línea británica a las 20:00. Todos cumplieron excepto el recién llegado HMS Audacious al mando del capitán William Parker. Audacious se había enfrentado a Révolutionnaire tan estrechamente que no pudo retirarse con seguridad, y aunque su artillería finalmente derribó a su enorme oponente, Audacious sufrió graves daños.
No fue hasta las 22:00 que Audacious y Révolutionnaire se desenredaron y se separaron cojeando; sus respectivas flotas ahora están algo lejos. La tripulación de Audacious afirmó más tarde que Révolutionnaire había marcado sus colores durante el compromiso, aunque esto no ha sido corroborado. Parker declaró que no tomó posesión del Révolutionnaire porque estaba preocupado por el avistamiento lejano de nueve acorazados franceses en el horizonte. Había divisado un escuadrón al mando del comodoro Jean-Joseph Castagnier, que no estaba involucrado en la campaña actual y que pronto desapareció sin participar en ninguno de los enfrentamientos posteriores. La tripulación de Audacious hizo arduos esfuerzos para reparar su barco y reunirse con la flota británica durante la noche, pero se desorientó y por la mañana Audacious todavía estaba a solo media milla de su antiguo oponente.
Révolutionnaire había sufrido mucho más que Audacious, pero sobrevivió al encuentro sin ser abordado gracias a una señal mal interpretada por el capitán Albemarle Bertie de Thunderer, quien no pudo tomar posesión del desmontado de tres pisos cuando se le ordenó. Durante la noche, Villaret envió refuerzos para rescatar a Révolutionnaire, y en la madrugada del 29 de mayo Parker vio que su gran oponente pronto sería apoyado por el barco intacto de la línea Audacieux, la fragata Bellone y dos corbetas. Una vez más, Audacious fue atacada por Révolutionnaire, sin dejarle otra opción que huir de esta fuerza superior. Audacious fue perseguido durante media hora por Bellone y las corbetas, antes de perderlos en una ráfaga de lluvia, y finalmente regresó a Plymouth el 3 de junio. Révolutionnaire también escapó de la persecución y fue remolcada por Audacieux, quien la llevó a salvo a Rochefort varios días después. Por abandonar la flota de batalla antes del enfrentamiento principal, el capitán de Révolutionnaire fue arrestado posteriormente.

## 29 de mayo
Con Audacious y Révolutionnaire perdidos en la oscuridad detrás de ellos, las flotas británica y francesa continuaron hacia el oeste hacia el encuentro del convoy. Al amanecer del 29 de mayo, la flota británica vio a Audacieux retirarse hacia el este pero no la siguió, concentrándose en la principal línea francesa con la esperanza de provocar un enfrentamiento decisivo. Howe ordenó a sus barcos que persiguieran la retaguardia enemiga, y la línea británica se colocó en una virada que tenía la intención de atravesar la línea francesa y aislar y capturar los barcos al este del corte. El capitán Anthony Molloy en el HMS Caesar fue elegido para liderar el ataque ya que su barco era el más rápido de la flota, pero la maniobra fue un completo fracaso debido a la inexplicable negativa de Molloy a acercarse al enemigo. En cambio, Caesar y el HMS Queen abrieron fuego contra los barcos franceses de retaguardia desde la distancia. Las furgonetas de las flotas enemigas se enzarzaron en un duelo lateral de largo alcance a partir de las 10:00. Esto infligió un daño leve en ambos lados, siendo el más afectado el Montagnard francés.
Como no pudo cortar la línea francesa en su primer intento, Howe volvió a emitir la orden a las 12:30. Una vez más, César iba a liderar el camino, con la intención de dividir la flota enemiga por la mitad. El capitán Molloy luego se negó a cumplir la orden, señalando sin motivo que Caesar no podía virar y luego girar y navegar hacia el este por el exterior de la flota británica, en lugar de hacia el enemigo. Este movimiento inesperado puso a los siguientes barcos en un estado de confusión; Queen, que venía detrás de Caesar, intentó obedecer la señal de Howe sola, pero resultó gravemente dañada por un disparo y su capitán John Hutt resultó mortalmente herido. Incapaz de maniobrar con eficacia, Queen pasó por el exterior de la línea francesa, disparando a medida que avanzaba.
Con su plan hecho jirones, Howe respondió con el ejemplo, conduciendo su buque insignia HMS Queen Charlotte hacia la línea francesa que se deslizaba rápidamente por delante de los británicos, rodeando el serpenteante Caesar mientras lo hacía. El Queen Charlotte primero intentó atravesar a los franceses entre los barcos sexto y séptimo desde la retaguardia, pero no pudo alcanzar este espacio y, en cambio, navegó entre el quinto y el sexto, rastrillando al sexto barco Eole desde corta distancia. Bellerophon y Lord Hugh Seymour en Leviathan siguieron de cerca al buque insignia. Ambos acorazados intentaron cortar entre los siguientes barcos franceses; Bellerophon con éxito, Leviathan evitó daños en su yelmo. Esta maniobra cambió el curso de la batalla, ya que los barcos de Howe aislaron y rastrillaron al Terrible, Tyrannicide e Indomptable, lo que obligó a Villaret a abandonar sus barcos o sacrificar el meteorómetro para salvarlos.
Mientras Howe avanzaba tras el grueso de la flota francesa, ahora seguido por el Terrible dañado, el resto de su flota lo siguió, bombardeando al ya maltrecho Tyrannicide e Indomptable a su paso. Cuando el HMS Orion, el HMS Invincible y el HMS Barfleur se abrieron paso entre los franceses, Villaret usó su flota para enfrentarse a Howe. Animado por la desobediencia de César, sacrificó deliberadamente el medidor del tiempo en la creencia de que la flota de Howe estaba más dañada de lo que parecía. Todos los barcos de Villaret lo siguieron, excepto Montagnard, que se negó a girar, alegando estar seriamente dañado. La maniobra de Villaret pronto aisló a la Queen Charlotte, Belerofonte y Leviatán, que se vieron obligados a retirarse apresuradamente ante la principal fuerza francesa. Habiendo expulsado a los barcos que amenazaban a Indomptable y Tyrannicide, Villaret reformó su flota e intentó escapar hacia el oeste, seguido de cerca por la furgoneta británica que ahora sostenía el meteorómetro. Ambas flotas estaban demasiado dañadas para continuar la acción en la luz del día restante y los disparos cesaron a las 17:00. La flota británica ha sufrido 67 muertos y 128 heridos durante los combates del día.
La noche encontró a las flotas a aproximadamente 10 millas náuticas (19 km) de distancia, navegando hacia el noroeste. Ambos estaban realizando reparaciones apresuradas e intentando prepararse para lo que todos asumían que sería otro día de batalla el 30 de mayo. Significativamente, Lord Howe no sabía que hacia el noreste, sobre el mismo mar en el que se había librado la acción del día anterior, pasaba el pesado convoy de barcos mercantes, habiendo evadido con éxito la persecución británica. A diferencia de su oponente, Villaret conocía la ubicación del convoy, al que se unió esa noche el maltrecho Montagnard. Escoltando el convoy, el almirante Nielly había sido informado de la situación por el capitán de Montagnard, y había dejado sus deberes de escolta para reforzar a Villaret.
En una posdata de la acción del día, la fragata británica Castor, capturada a principios de la campaña por Nielly, fue atacada y retomada por el HMS Carysfort más pequeño al mando del capitán Francis Laforey en la acción de la fragata del 29 de mayo de 1794. Parte de la tripulación fue liberada por su rescatistas, pero la mayoría, incluidos los oficiales, no estaban a bordo, habiendo sido llevados al buque insignia de Nielly, Sans Pareil.

## Entre las acciones
En la mañana del 30 de mayo, Howe envió una señal a todos sus capitanes preguntando si consideraban que sus barcos estaban listos para el combate. Todos menos César respondieron afirmativamente y Howe empujó sus barcos tras los franceses en retirada. A pesar de tener el indicador meteorológico, la persecución de Howe pronto se vio obstaculizada por la niebla descendente y, al no poder ver ni enfrentarse al enemigo durante todo el día, el almirante temió haber perdido su oportunidad de batalla. Sin embargo, el 31 de mayo la niebla se había despejado y los franceses todavía estaban a la vista hacia el norte. Para sorpresa de los británicos, ninguno de los 26 acorazados de la flota francesa pareció mostrar daños de batalla, mientras que muchos de los barcos británicos estaban cuidando aparejos dañados y cascos estropeados. Villaret había hecho uso de la niebla para reorganizar su fuerza, perdiendo Montagnard y la fragata Seine para el convoy, pero ganando el acorazado Trente-un-Mai y el escuadrón de Nielly de Sans Pareil, Trajan y Téméraire. Villaret también había enviado al maltrecho Indomptable a casa, escoltado por un barco francés en buen estado.
Durante todo el 31 de mayo, la flota de Howe cerró con los franceses, aprovechando al máximo la ventaja del meteorómetro. A las 17:00, las flotas estaban separadas por cinco millas (9 km), pero a las 19:00 Howe dio órdenes de mantener sus barcos fuera del alcance de tiro pero dentro de la navegación fácil de los franceses. No quería que se repitiera la confusión del 29 de mayo y prefirió retrasar cualquier combate hasta tener asegurado un día completo para llevarlo a cabo, a fin de que sus señales no se enturbien o malinterpreten. Durante la noche, las flotas permanecieron en contacto visual, y con las primeras luces del 1 de junio, los británicos estaban a solo seis millas (11 km) de la flota de Villaret y se estaban organizando en preparación para atacar una vez más. Ambas flotas navegaban ahora en dirección oeste, Villaret todavía esperaba alejar a Howe del convoy.

## Glorioso primero de junio
A las 09:24 de la mañana del 1 de junio, Howe envió a sus barcos a la acción utilizando la táctica original de girar cada barco en su línea hacia el noroeste simultáneamente, de modo que atacaran individualmente a la flota de Villaret y cada uno rompiera la línea enemiga por separado. Su intención era cortar la línea francesa en 25 lugares, rastrillar a los barcos enemigos tanto en la proa como en la popa y dividir su fuego para que pudieran ser derrotados poco a poco. En última instancia, aunque este ambicioso plan fracasó, debido a la mala disciplina entre los subordinados de Howe y el daño que su flota había sufrido durante la semana anterior. Si bien seis de los barcos de Howe rompieron la línea francesa como se ordenó, y varios otros se acercaron, muchos de sus capitanes no siguieron las órdenes y, en cambio, se enfrentaron al enemigo desde la distancia en duelos de armas inconexos que tuvieron poco efecto.
Mientras varios barcos británicos y franceses se separaban en duelos personales y algunos barcos británicos tardíos luchaban por entrar en acción, Villaret condujo su buque insignia Montagne hacia el norte y comenzó a reunir una contrafuerza coherente de los de su flota que habían escapado del asalto de Howe. En el propio tumulto tuvieron lugar varios enfrentamientos muy reñidos, en particular el entre el HMS Brunswick y el Vengeur du Peuple. Al menos doce barcos fueron desmantelados, los acorazados británicos HMS Marlborough y HMS Defense perdieron los tres mástiles y diez barcos franceses sufrieron de manera similar.
A las 11:30, la acción inicial estaba disminuyendo, y Villaret llevó su fuerza reconstituida hacia el lugar de la batalla para disputar la propiedad de los cascos desarmados que flotaban allí. Howe también reformó su fuerza principal y se encontró con Villaret, quien no pudo capturar ninguno de los barcos británicos maltrechos, pero reunió seis de los suyos, dejando a Howe con siete premios. De estos, el Vengeur naufragado pronto se hundió, aunque los barcos británicos habían eliminado a muchos de su tripulación. Howe quedó en posesión del lugar de la batalla, pero Villaret logró mantener a raya a los británicos el tiempo suficiente para que el convoy pasara hacia el este sin ser molestado. Ambas flotas regresaron a sus puertos de origen durante la semana siguiente.

## Llega el convoy
Mientras buscaba el convoy durante la primera semana de junio, el escuadrón de Montagu quedó atrapado entre dos escuadrones franceses y se vio obligado a navegar hacia el sur para evitar el regreso de la flota de Villaret. Como resultado, la costa atlántica francesa estuvo libre de fuerzas británicas durante un período significativo. El convoy de comida llegó a salvo a Francia en la tercera semana de junio y Montagu regresó a Gran Bretaña con las manos vacías. Ambas naciones reclamaron la victoria en la campaña; los británicos por el éxito en la única acción importante, y los franceses por la llegada intacta de su convoy.
La campaña tuvo efectos notables en las armadas de Gran Bretaña y Francia. Los franceses no volvieron a disputar directamente la supremacía británica en las aguas del norte de Europa, pasando la mayor parte de los siguientes 23 años en Brest y otros puertos, sus pocas salidas importantes dirigidas principalmente al Mediterráneo. Los continuos trastornos en la Armada francesa dieron como resultado una disminución de la calidad de su cuerpo de oficiales, de modo que en la Batalla de Trafalgar, 11 años después, la naturaleza portuaria de la flota francesa había dado como resultado una perspectiva táctica cautelosa e inexperta. En Gran Bretaña, la batalla creó una división dentro del cuerpo de oficiales de la Royal Navy. El despacho de Howe después de la batalla criticó a algunos oficiales que creía que habían vacilado en la acción, y esos oficiales no recibieron ninguno de los honores distribuidos al final de la campaña. Las consecuencias de esta disputa fueron generalizadas, y varias figuras importantes renunciaron disgustadas. El capitán Molloy del HMS Caesar fue finalmente sometido a consejo de guerra y despedido del servicio por no apoyar a su almirante.